# Elaeagnus tutcheri
Elaeagnus tutcheri är en havtornsväxtart som beskrevs av Stephen Troyte Dunn. Elaeagnus tutcheri ingår i släktet silverbuskar, och familjen havtornsväxter. Inga underarter finns listade i Catalogue of Life.